# لوئیز آگوستو اوسوریو رومائو
لوئیز آگوستو اوسوریو رومائو (به پرتغالی: Luís Augusto Osório Romão do Nascimento) هافبک اهل برزیل است که در شهر Oeiras و در تاریخ ۲۰ نوامبر ۱۹۸۳ به دنیا آمده‌است.
لوئیز آگوستو اوسوریو رومائو در تیم‌های فوتبال سانتوس سابقهٔ حضور دارد.